# Corytoplectus capitatus
Corytoplectus capitatus är en tvåhjärtbladig växtart som först beskrevs av William Jackson Hooker, och fick sitt nu gällande namn av Wiehler. Corytoplectus capitatus ingår i släktet Corytoplectus och familjen Gesneriaceae. Inga underarter finns listade i Catalogue of Life.